# Vzdrževanje zrakoplovov
Vzdrževanje zrakoplovov je izvajanje nalog, ki so potrebne za zagotovitev stalne plovnosti zrakoplova. Vključujejo dodatna dela na zrakoplovu, vključno z obnovo, zamenjavo izrabljenih sistemov, katerim je potekla življenjska doba ali ure, popravila okvar idr.

## Pravila
Vzdrževanje zrakoplovov je sistem na zelo visokem nivoju, zagotavljati mora varno in pravilno delovanje zrakoplova med letom. V civilnem letalstvu, kjer so nacionalni predpisi, ki so usklajeni v okviru mednarodnih standardov, postopke vzdrževanja določa Mednarodna organizacija civilnega letalstva (ICAO). ICAO standardi morajo biti izvedeni v skladu z lokalnimi organi za letalstvo (država v kateri je zrakoplov registriran), ter nalog vzdrževanja (država, v kateri se opravlja vzdrževanje), ter kadrovskimi in inženirskimi sistemi. Vzdrževalno osebje mora biti licencirano.